# Franciszek Prożek
Franciszek Prożek ps. „Franek”, „Beton”, „Franuś” (ur. 10 lipca 1925, zm. we wrześniu 1943 w Warszawie) – współzałożyciel i zastępca komendanta Promienistych, harcerz, działacz PPR, członek ZMW i Gwardii Ludowej.

## Życiorys
Przed II wojną światową należał do 16 Łódzkiej Drużyny Harcerskiej na Bałutach. 1 września 1941 był współzałożycielem oddziału partyzanckiego Promieniści, w której został zastępcą komendanta organizacji. Od grudnia 1942 do kwietnia 1943 był członkiem Specjalnego Oddziału komunistycznej Gwardii Ludowej im. L. Waryńskiego w Warszawie, stanowiącego rolę ochrony kierownictwa PPR. Aresztowany 10 lipca 1943 w Warszawie za napaść na gestapowca, przesłuchiwany i torturowany i zamordowany we wrześniu 1943 w więzieniu na Pawiaku. Był uczestnikiem wszystkich akcji Promienistych.

## Upamiętnienie
- W 1963 ulicę Głucha Wieś w Łodzi przemianowano na ul. Franciszka Prożka[4]. Po dekomunizacji w 2018 przemianowano ją na ul. Wojciecha Kilara[7].
- 16 Łódzka Drużyna Harcerska nosiła imię Franciszka Prożka[8].